# Ole von Beust
Ole von Beust, egentligen  friherre Carl-Friedrich Arp von Beust, född 13 april 1955 i Hamburg, är en tysk politiker (CDU). Från 2001 till 2010 var han Hamburgs förste borgmästare (Erster Bürgermeister), vilket innebär regeringschef för delstaten Hamburg.